# Indoseges sushildutta
Espèce
Indoseges sushildutta est une espèce d'araignées aranéomorphes de la famille des Segestriidae.

## Distribution
Cette espèce est endémique d'Odisha en Inde,. Elle se rencontre dans le district de Malkangiri vers Govindpali.

## Description
Le mâle holotype mesure 7,37 mm et la femelle paratype 10,21 mm.

## Étymologie
Cette espèce est nommée en l'honneur de Sushil Kumar Dutta.

## Publication originale
- Choudhury, Siliwal, Das & Giroti, 2021 : « Description of a new genus and five new species of tube-dwelling spider family Segestriidae (Araneae: Synspermiata) from Odisha, India. » Zootaxa, no 4963(1), p. 91-114.